# Blatten
Blatten é uma comuna no vale de Lötschental, no cantão de Valais, na Suiça. É parte do distrito de Westlich Raron e grande parte de seu território fica na Área de Proteção de Jungfrau-Aletsch, Patrimônio Mundial da UNESCO. Além da vila principal de Blatten, a comuna inclui ainda as aldeias de Eisten, Fafleralp, Ried e Weissenried.
A comuna estende-se por uma área de 90,63 km² e tem densidade populacional de 3 hab/km².  Confina com as comunas de Baltschieder, Fieschertal, Kandersteg (BE), Lauterbrunnen (BE), Naters, Raron, Wiler. 
A língua oficial nesta comuna é o Alemão.
Em maio de 2025, um deslizamento de terra provocado pelo degelo de um glaciar destruiu cerca de 90% da vila.

## História
Blatten foi mencionada pela primeira vez em 1433 como uffen der Blattun.

### Deslizamento de terra em 2025
Em 28 de maio de 2025, próximo às 15:30 CEST, aproximadamente 90% de Blatten foi destruída por um deslizamento de terra causado pelo colapso do glaciar Birch. Um terremoto de magnitude 3.1 foi registrado ao mesmo tempo, possivelmente causado pelo deslizamento.

Detritos de rochas destruíram grandes partes da vila e gelo, terra e pedras bloquearam o Rio Lonza. Uma pessoa foi reportada como desaparecida. Deslizamentos menores nos dias anteriores levaram a completa evacuação da vila, o que preveniu a ocorrência de maiores vítimas.